# Riu Avairon
L'Avairon (dit també en francès, Aveyron) és un riu de l'Occitània, afluent de Tarn i, per tant dins de la conca de la Garona. Té una llargada de 291 kmi travessa els departaments francesos de l'Avairon (al qual dona nom), del Tarn i del Tarn i Garona.

## Recorregut
L'inici del riu es localitza prop del poble de Severac del Castèl, al Massís Central, a 735 m d'altitud. Desemboca al Tarn a La Francesa, localitat situada a una desena de quilòmetres de Montalban.

El seu curs discorre primerament pels Causses i després es va engorjant des de Najac fins a Montricós.
A part de les viles citades, travessa també els termes de Laissac, Rodés, Vilafranca de Roergue, Pena, Borniquèl, Negrapelissa i Picacòs.

## Afluents
El principal afluent de l'Avairon és el Viaur, de 166 km. De menys entitat són el Cerou (87 km), la Vère (53 km), la Lère morta (45 km), l'Alzou (44 km), la Serène (32 km), la Serre (29 km), la Bonette (25 km) i d'altres que no superen els 20 km.